# Borgward Isabella
Borgward Isabella – samochód produkowany przez firmę Borgward w latach 1954-1962. Był dostępny jako 2 drzwiowy sedan, kabriolet, kombi, coupé lub pick-up. Do napędu używano silnika R4 o pojemności 1,5 litra. Moc była przenoszona na tylną oś za pomocą 4 biegowej manualnej skrzyni biegów.

## Dane techniczne ('57 coupe)
- R4 1,5L (1493cm³) OHV
- Układ zasilania: gaźnik
- Moc maksymalna: 75 KM

## Galeria

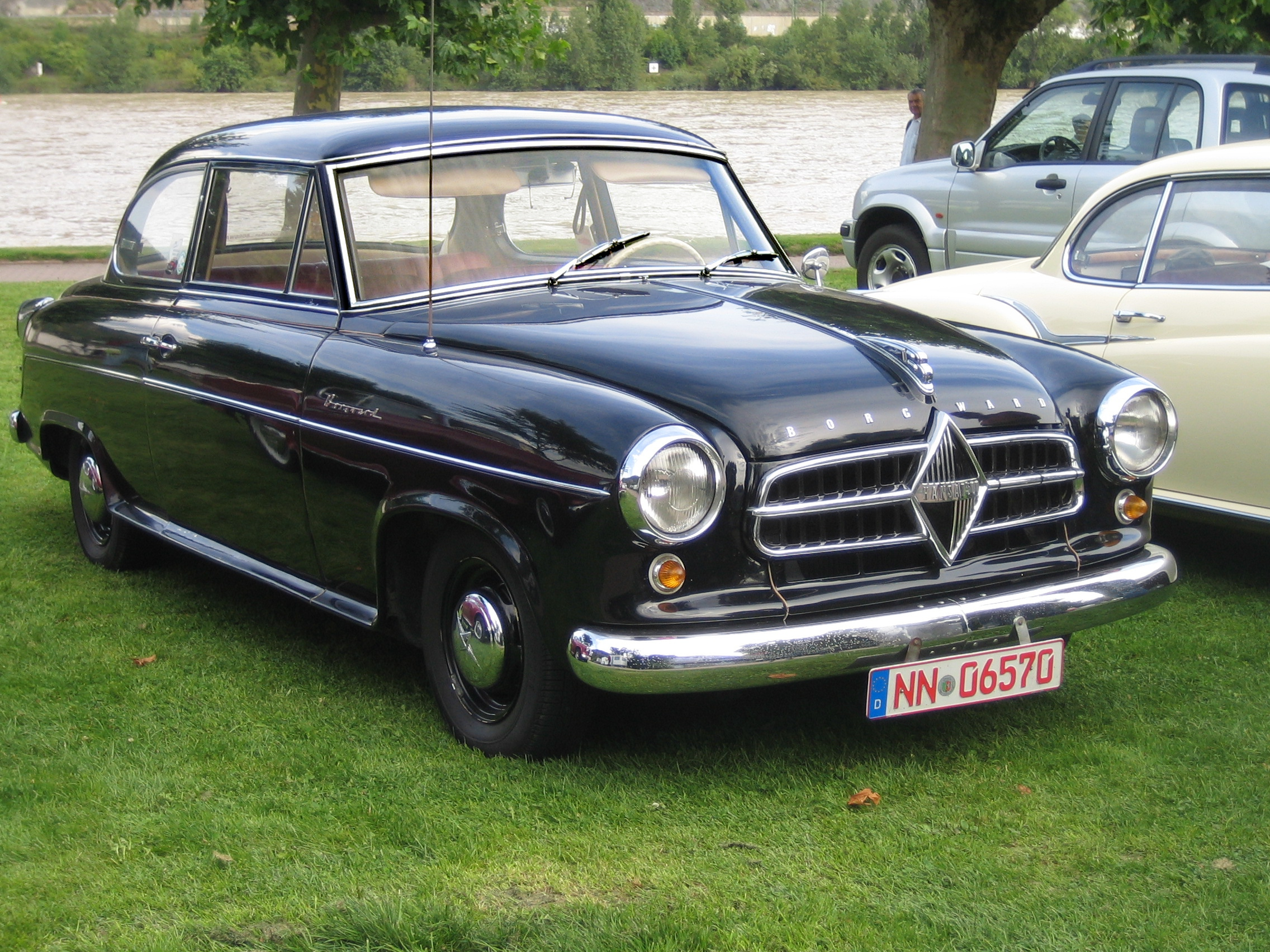
Sedan
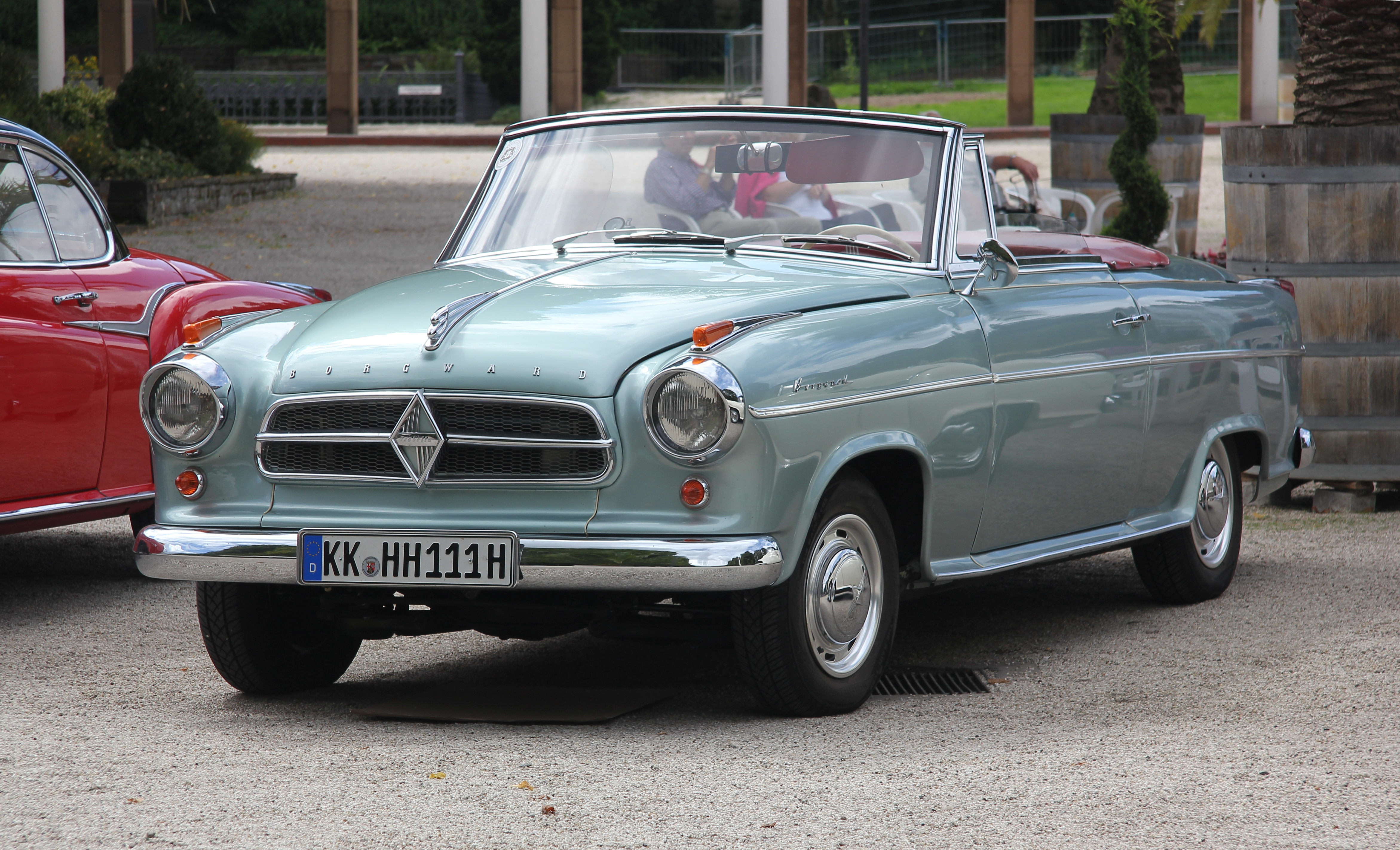
Kabriolet
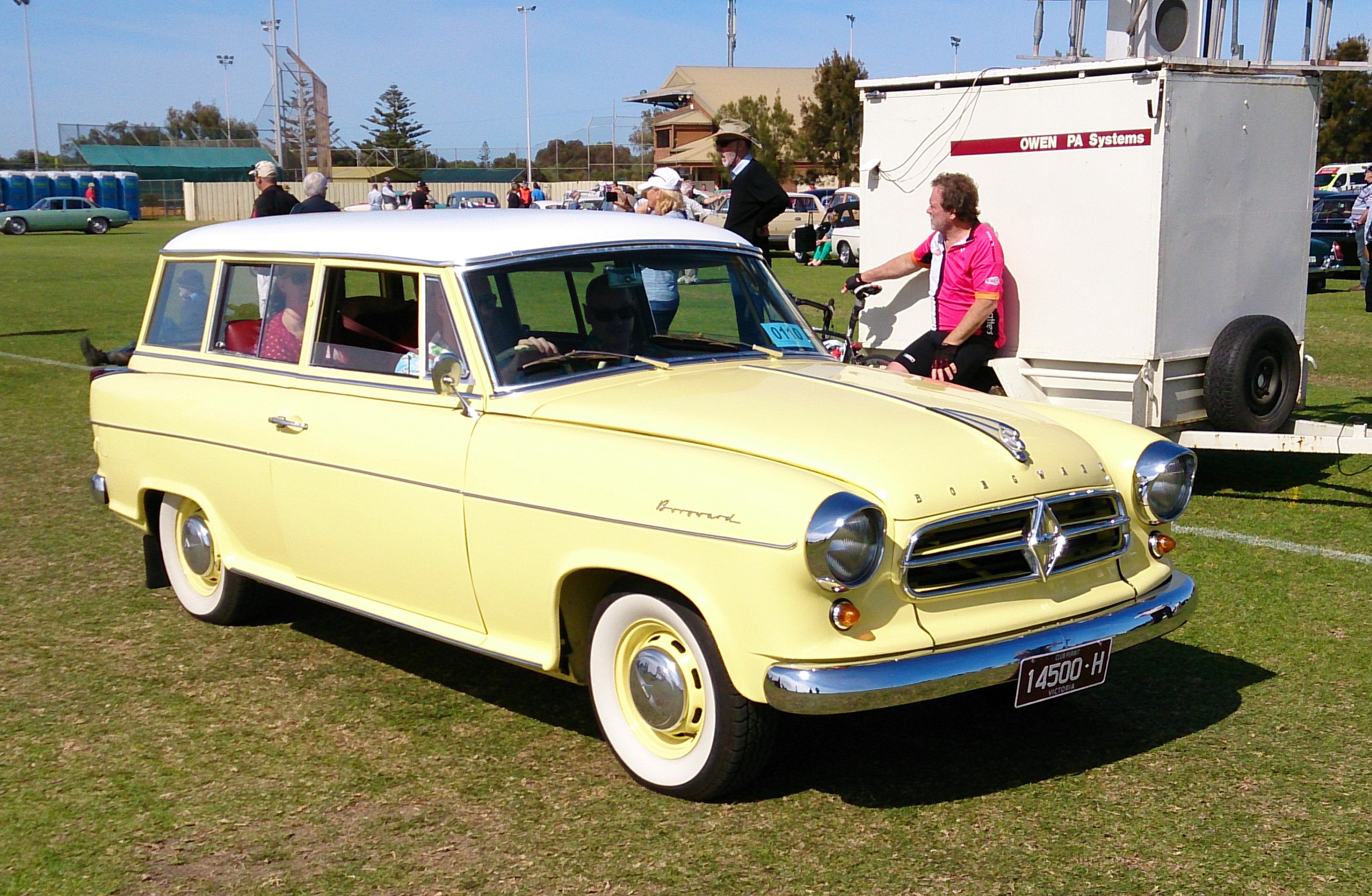
Kombi
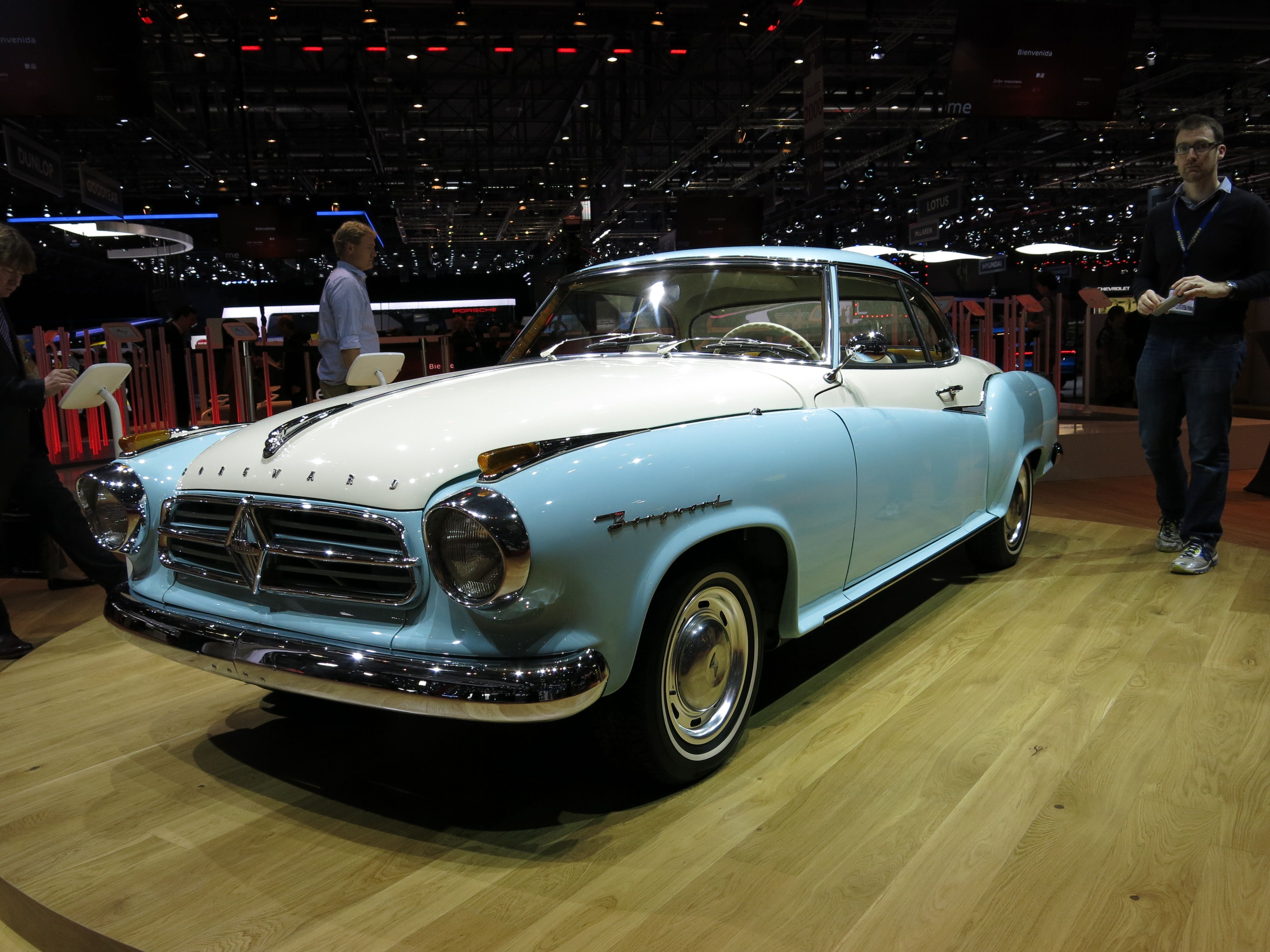
Coupe (2+2)
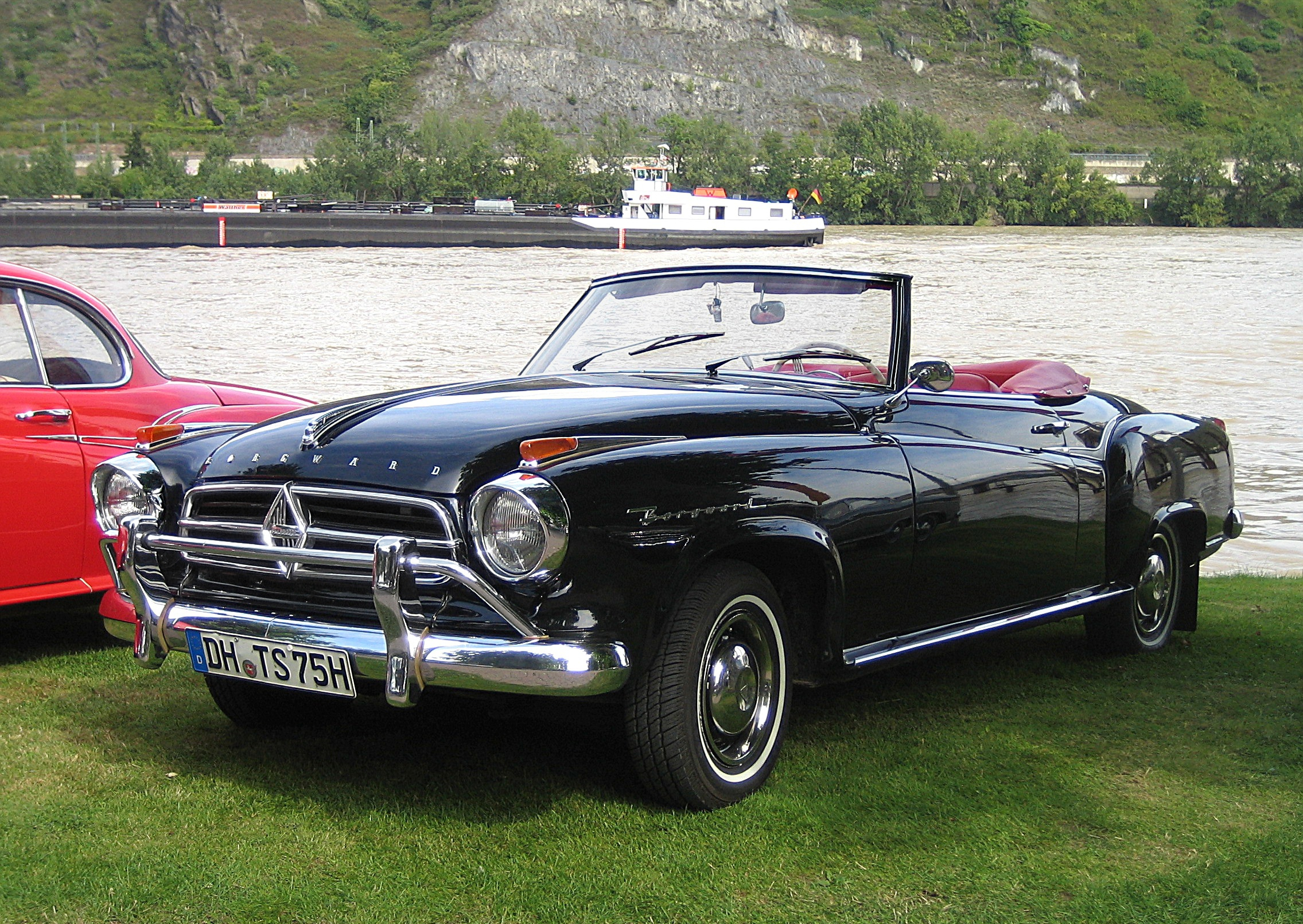
Kabriolet (2+2)
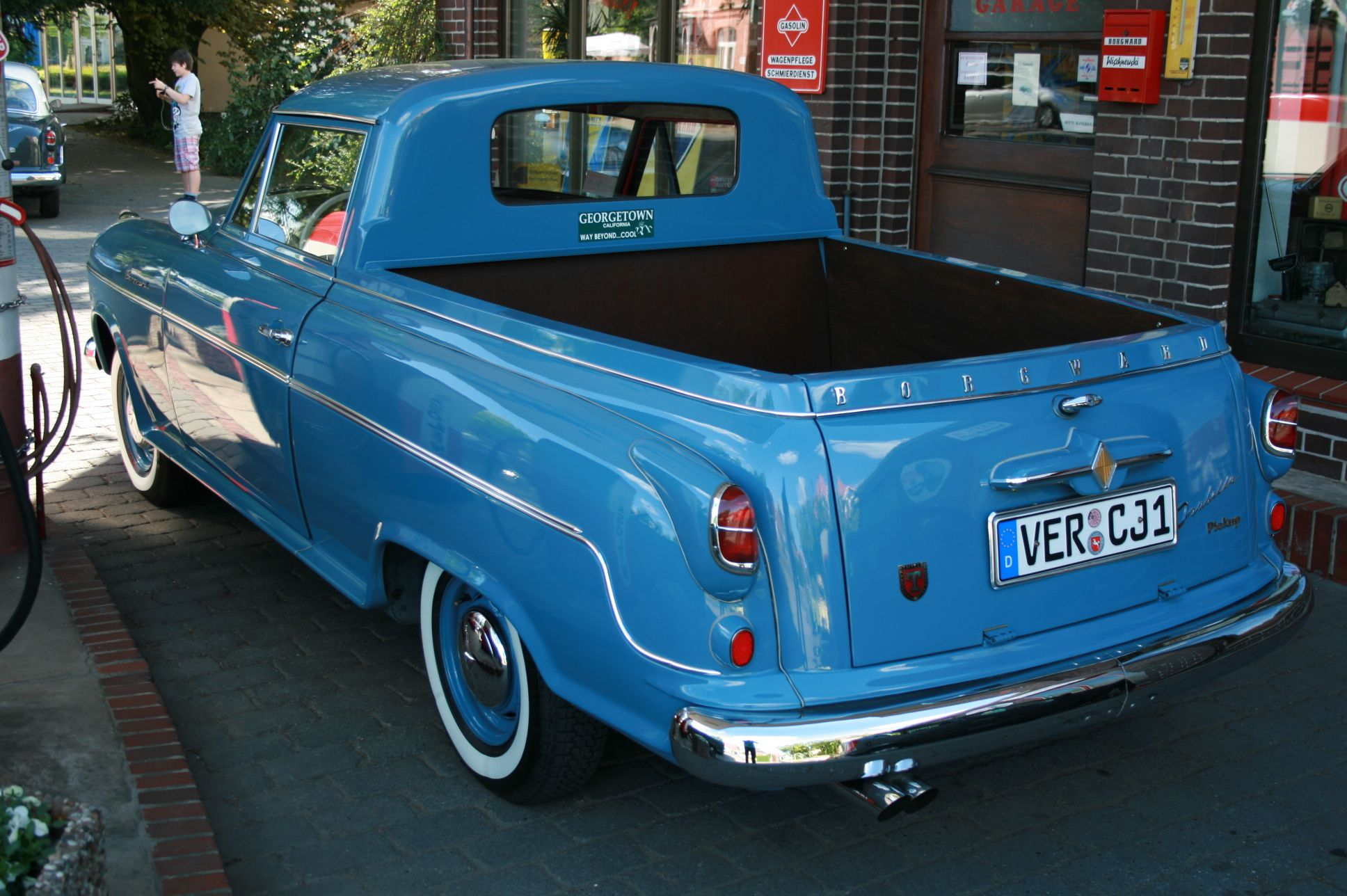
Pick Up